# Charticle
Ein Charticle [ˈtʃɑɹtɪk(ə)l] ist ein Artikel mit einem Übermaß an Bildern und Graphiken und wenig Text. Dabei können die Graphiken verschiedene Formen annehmen, wie z. B. Fotos, Diagramme, Listen und Tabellen.
Im Gegensatz zu traditionellen Zeitungsartikeln, die normalerweise aus langen Textblöcken mit nur wenigen Bildern und Graphiken bestehen, um den Schauwert des Artikels zu erhöhen oder ein paar ergänzende Informationen zu übermitteln, werden Charticles hauptsächlich aus Bildern mit Text verfasst, der nur wenige zusätzliche Informationen bietet.
Das Verhältnis Text zu Bild ist bei Charticles umgekehrt proportional wie bei traditionellen Artikeln.

## Herkunft
Der Begriff Charticle ist ein Kunstwort aus englisch chart und englisch article und wurde um 2008 vom Journalisten Josh Crutchmer geprägt.
Laut anderen Quellen wurde der Begriff jedoch schon 1996 erstmals verwendet, nämlich als der Schriftsteller und Finanzjournalist Peter Brimelow ihn in Bezug auf einen Artikelstil, den er für die Zeitschrift Forbes zusammengestellt hatte, benutzte.
Es wird behauptet, dass Van McKenzie, der Sportredakteur der Orlando Sentinel und St. Petersburg Times, Grafiken mit Text in den 1970er-Jahren einarbeitete. Andere wiederum sagen, dass es Edward Tufte, ein Vorreiter der Informationsgestaltung, ist, der hinter dem Begriff Charticle steckt, auch wenn er ihn nicht geprägt hat.
Die Nutzung von Grafiken als effizienteres Medium der veröffentlichten Kommunikation ist aber keineswegs eine neue Idee. Auch in Informationsgrafiken wie z. B. Liniennetzplänen von Bussen und Bahnen wird die visuelle Repräsentation von Daten zur schnellen und klaren Übermittlung von komplexen Informationen genutzt.